# Menhir de Tuttiricchiu
Le menhir de Tuttiricchiu est un mégalithe situé près de Villa Sant'Antonio, commune italienne de la province d'Oristano, en Sardaigne. 

## Description
Le menhir se situe à environ deux kilomètres au nord-nord-ouest de Villa Sant'Antonio. À proximité se dresse le menhir Curru Tundu.
Comme de nombreuses pierres dressées de Sardaigne, il pourrait s'agir d'une pierre nuragique représentant une divinité.